# Phryganogryllacris cambodjana
Phryganogryllacris cambodjana är en insektsart som först beskrevs av Heinrich Hugo Karny 1929.  Phryganogryllacris cambodjana ingår i släktet Phryganogryllacris och familjen Gryllacrididae. Inga underarter finns listade i Catalogue of Life.